# Miroslav Soukup
Miroslav Soukup (Prachatice, 13 novembre 1965) è un allenatore di calcio ed ex calciatore ceco, di ruolo centrocampista, commissario tecnico della nazionale yemenita.